# Řád bílého orla (Srbsko)
Řád bílého orla (srbsky : Орден белог орла) byl srbský a později jugoslávský královský záslužný řád založený v roce 1883 společně s Řádem svatého Sávy srbským králem Milanem Obrenovićem. Řád se dělil do 5 tříd a jeho vzorem byl řád Čestné legie.

## Vzhled a provedení
Odznak řádu tvoří bíle smaltovaný dvouhlavý orel (symbol Srbska), jehož hlavy jsou korunovány. Na hrudi orla, který je převzatý z byzantské heraldiky je umístěn oválný, perlovcem lemovaný štítek, v jehož červeně smaltovaném poli je bílým křížem čtvrcený štít, v jehož polích je stříbrnou Cyrilicí napsáno písmeno S, které je převzato z hesla sv. Sávy („Samo Slogna Srbina Spasava“, Jenom Jednota Spasí Srby). Kromě nejnižší třídy je orel zlacený.
Orel je převýšen královskou korunou, která je doplněna modře smaltovanými infulemi, které tvoří spojnici mezi korunou a hlavami orla. Rubní strana odznaku je shodná s lícem, ale oválný a perlovcem orámovaný štítek nese na červeném poli korunovaný monogram M. I. O. (Milan I. Obrenovič ).
Když byl v roce 1903 byl palácovým převratem svržen a zavražděn poslední král z rodu Obrenovičů, Alexandr I. změnil nový srbský král Petr I. Karadjordjevič rubní štítek tak, že nahradil monogram zakladatele a nahradil jej zlatým letopočtem 1882, což je datum prohlášení Srbska královstvím.
Hvězda řádu byla osmicípá, zlatá s odznakem řádu na středu.
Velkostuha byla červená se světlemodrými postranními pruhy.
Za válečné zásluhy byly mezi korunu a orla přidány zkřížené meče.

## Dělení
- velkokříž – velkostuha k pravému boku, hvězda na pravé straně hrudi
- velkodůstojník – stuha u krku, hvězda na pravé straně hrudi
- komandér – stuha u krku
- důstojník – stužka na prsou
- rytíř – stužka na prsou, stříbrné provedení